# باربارا کیفر لوالسکی
باربارا جوزفین لوالسکی ( تولد در کیفر ؛ 22 فوریه 1931 - مرگ 2 مارس 2018) یک آمریکایی عضو فرهنگستان و علم و با تسلط و تخصص در ادبیات دوره رنسانس که به ویژه برای مطالعه در مورد جان میلتون شناخته شده است.

## حرفه
حماسه مختصر میلتون اولین کتاب او بود که در آن: ژانر ، به معنی و هنر بهشت دوباره بدست آمده، به عنوان اثری "مهیج" ستوده شده است که "یادگیری عالی در ارائه درک یک محصول مصنوعی خاص ، بدون دچار کردن در آن محصول مصنوعی" را تحسین می کند.
او از سال 1983-2010 استاد ادبیات انگلیسی و تاریخ و ادبیات در دانشگاه هاروارد با عنوان جونیور شناخته می شد. وی از سال 82 تا 1956 در دانشگاه براون تدریس می کرد و سمت هایی در دانشگاه برای دانش آموختگان از جمله استاد فارغ التحصیلان از سال 1982 تا 1976 ، مدیر مطالعات تحصیلات تکمیلی انگلیسی از 1968تا 1972و ریاست برنامه مطالعات رنسانس از سال 1976 تا 1980 به عهده داشت.
او به عنوان عضو انجمن فلسفی آمریکا (1986) و عضو آکادمی علوم و هنرهای آمریکایی (1980) و همچنین عضو انجمن بین‌المللی استادان دانشگاه انگلیسی (1977) انتخاب و توسط انجمن میلتون آمریکا (1977) به عنوان یک محقق ممتاز اعلام شد.

## زندگینامه
او در توپیکا کانزاس از جان کیفر پدر که یک یک کشاورز و ویوو (هاتون) مادر که یک معلم ابتدایی و گفتار درمانگر بود متولد شد. او مقطع کارشناسی خود را در دانشگاه ایالتی امپوریا گذراند و در همان دانشگاه در سال 1950 در مقطع کارشناسی ارشد فارغ التحصیل شد. او همچنین در سال 1956 موفق به اخذ درجه دکترا در دانشگاه شیکاگو شد.
او عضو گوگنهایم در سال 1967  بود و همچنین در سال 1980 به عنوان عضو آکادمی علوم و هنرهای آمریکا و در سال 1986 به عنوان یکی از اعضای انجمن فلسفی آمریکا انتخاب شد.
به دلیل رسمیت شناختن بورسیه تحصیلی با نفوذ چند دهه خود، انجمن رنسانس آمریکا در سال 2016 جایزه یک عمر دستاورد پول اوسکار کریستلر را به او اعطا کرد.

## زندگی شخصی و پایان عمرش
لوالسکی به مدت 50 سال با همسرش کنت زندگی کرد (2006-1925) و ثمره این ازدواج یک پسر به نام دیوید بود.
لوالسکی در 87 سالگی در پراویدنس، راد ایسلند درگذشت. او از نارسایی احتقانی قلب رنچ می برد و در آخر 2 مارس 2018 بر اثر حمله قلبی درگذشت.

## آثار
- حماسه کوتاه میلتون (1966)
- دون "سالگردها" و شعر ستایش: خلق یک حالت نمادین (1973)
- اشعار پروتستان و غزل انگلیسی قرن هفدهم (1979)
- بهشت گمشده و بلاغت آثار ادبی (1985)
- نوشته زنان در جاکوبین انگلستان (1993)
- (ویراستار ) مباحث و اشعار راچل اسپنگت (1996)
- بیوگرافی انتقادی در زندگی جان میلتون (2000)
- (ویراستار) آثار جان میلتون و بهشت گمشده (2007)

## مطالعه بیشتر
- امی بوسکی ، مری توماس کرین (ویراستاران) (2000) ، فرم و اصلاحات در انگلیس رنسانس: مقالاتی به افتخار باربارا کیفر لوالسکی